# قصص الآيات في القرآن (مسلسل كرتوني)
قصص الآيات في القرآن هو مسلسل رسوم متحركة مصري يعرض في شهر رمضان لسنة 1436 هـ / 2015م. المسلسل قصة وسيناريو وحوار محمد بهجت وإخراج دكتور مصطفى الفرماوي، وقد تمت مراجعة نص العمل من قِبل الأزهر الشريف. يعد المسلسل الجزء الخامس من سلسلة قصص القرآن التي قدمها الفنان يحيى الفخراني، ويروي هذا الجزء قصص الآيات وسبب تنزيلها يقوم ببطولة كل قصة نجوم من مصر والوطن العربي.

## قصة المسلسل
الطفل صفي الدين حفيد القاضي الذي أصبح ماهراً في الرماية بالقوس والسهم أصاب حمامة زاجلة في قدمها رسالة. يعاتبه جده القاضي على إيذاء الحمامة المسكينة ثم يكتشف وجود تلك الرسالة بها بلغة اجنبية ( حروف لاتينية مثلاً) ويتضح للقاضي أن الرسالة تفشي أدق أسرار المملكة وتفاصيل حياة الناس في الأسواق وهي مُرسلة من جاسوس إلى قائد جيوش أجنبية، وينعقد مجلس الحكم بين الخليفة والأمير خالد والقاضي وصاحب الشرطة .. ويتم تكليف صاحب الشرطة بسرعة التحري في سرية لكشف غموض الرسالة قبل أن تغزوهم جيوش أجنبية .
فيبدأ القاضي يحكي لأحفاده أسباب نزول بعض آيات القرآن الكريم والتي من بينهم قصص الصحابة الكِرام وغيرها من القصص الجذابة فيها تفاصيل مشوقة غير معروفة لغالبية الناس وتهدف إلى معرفة أسباب نزول آيات القرآن الكريم والأستفادة منها.

## التمثيل
- يحيى الفخراني: الراوي - القاضي.
- ماجد الكدواني: صاحب الشرطة.
- ريهام عبد الغفور: سلمى.
- أحمد خالد: صفي الدين.
- ريم تامر: صفاء.
- حلمي فودة: الخليفة.

## قائمة الحلقات
| 01 | حاطب بن أبي بلتعة «الجزء الأول»  | 18 يونيو 2015 |
| (حاطب بن أبي بلتعة) ترك أهله في مكة وهاجر إلى المدينة حبًا في (رسول الله عليه الصلاة والسلام)، وعندما رأى (عُتبة) يهجم على (النبي عليه الصلاة والسلام) في أحُد دافع عنه، ذهبت فتاة فقيرة إلى (النبي عليه الصلاة والسلام) تطلب صدقة، عندما قابلها (حاطب) أعطاها رسالة لتوصلها إلى مكة.                         |                                  |               |
| 02 | حاطب بن أبي بلتعة «الجزء الثاني» | 19 يونيو 2015 |
| عرف الرسول عليه الصلاة والسلام بأمر الرسالة، وأمر بإحضارها، وعندما قرأ ما بها، قابل حاطب وسأله عنها، فقال له حاطب أنه كان يُحذر أولاده في مكة من الغزوة لأنه خائف عليهم وليس لأنه يُحذر الكفار، وبعد ذلك أنزل الله آية من القرآن الكريم على الرسول عليه الصلاة والسلام.                                      |                                  |               |
| 03 | النجاشي «الجزء الأول»            | 20 يونيو 2015 |
| قتل أكينو أبجر وتولى الحكم، خطف ابن أكينو أصحمة وباعه حتى يبعده عن الحبشة، مات أكينو محروقًا، وتولى ابنه الحكم، واستمر بشرب الخمر وثار الشعب عليه، فاضطر بعض حكماء الحبشة بالذهاب لإحضار أصحمة ليحكم الحبشة، لأنه الوحيد الذي يستطيع تهدئة الشعب وإعادة الأمور كما كانت.                                    |                                  |               |
| 04 | النجاشي «الجزء الثاني»           | 21 يونيو 2015 |
| تولى أصحمة الحكم وصار اسمه نجاشي، وجاء الرجل الذي كان اشتراه يطالبه بالمال وهو أعطاه حقه، هرب اثنين من قبيلة قريش إلى الحبشة بأمر من الرسول عليه الصلاة والسلام، وعرفا أن كفار قريش وصلوا إلى الحبشة وخافا أن يأخذوهما.                                                                                    |                                  |               |
| 05 | النجاشي «الجزء الثالث»           | 22 يونيو 2015 |
| طلب عمرو ابن العاص استرداد الرجلان المسلمان من النجاشي، فأحضرهما النجاشي ليسمع منهما، فتأثر بكلامهما وبكى، وتركهما ينطلقا، وهدد عمرو ابن العاص من أن يتعرض لهما، وبعد وقت تاب عمرو ابن العاص. |                                  |               |
| 06 | عياش بن أبي ربيعة «الجزء الأول»  | 23 يونيو 2015 |
| أثناء هروب عياش بن أبي ربيعة مع عمر بن الخطاب بعد أن أسلم ظهر له أبا الحكم وقال له أن والدته تريده ان يعود وذلك كان حيلة ليقبض عليه، حاول عمر بن الخطاب منعه؛ لكنه أراد الذهاب إلى والدته ليُبرها، فأعطاه عمر بن الخطاب ناقته، وفي الطريق قيده أبا الحكم.                                                   |                                  |               |
| 07 | عياش بن أبي ربيعة «الجزء الثاني» | 24 يونيو 2015 |
| قيد أبا الحكم عياش وهشام في بيت في الصحراء من دون طعام وشراب وتحت التعذيب حتى يعودا إلى ملته، وعادا إلى الكفر حتى يتخلصا من العذاب، حرر الوليد ابن الوليد عياش وهشام بأمر من الرسول عليه الصلاة والسلام.                                                                                                   |                                  |               |
| 08 | وحشي «الجزء الأول»               | 25 يونيو 2015 |
| يأمر أبا الحكم وحشي بوضع الصخرة على بلال لتعذيبه ليعود إلى ملتهم، ينصح وحشي بلال بأن يسمع كلامهم، أبو بكر الصديق اشترى بلال واعتقه. |                                  |               |
| 09 | وحشي «الجزء الثاني»              | 26 يونيو 2015 |
| تقوم معركة بدر بين الكفار والمسلمين، وانتصر المسلمين وظل الكفار يستعدون للثأر من ما حدث في موقعة بدر، يستمر الناس بمعايرة وحشي لأنه عبد وهو يغضب من ذلك، ويأمره سيده أن يقتل حمزة ومكافأةسوف تكون العِتق من العبودية، وقتل وحشي حمزة في معركة أحُد.                                                          |                                  |               |
| 10 | وحشي «الجزء الثالث»              | 27 يونيو 2015 |
| اعتق زبير وحشي، وذهب وحشي ليجلس مع سادة قريش؛ لكنهم طردوه، دخل المسلمون مكة فهرب وحشي حتى لا يقتلوه، دعا الرسول عليه الصلاة والسلام وحشي إلى الإسلام، قابل وحشي الرسول عليه الصلاة والسلام، فتاب وحشي بعد أن سمع آيات القرآن الكريم.                                                                       |                                  |               |
| 11 | سلمان الفارسي «الجزء الأول»      | 28 يونيو 2015 |
| أصبح روزبه مسيحي، وعندما عرف والده سجنه في القصر، قرر روزبه بمساعدة صديقه الهرب إلى الشام، وغير اسمه إلى سلمان. |                                  |               |
| 12 | سلمان الفارسي «الجزء الثاني»     | 29 يونيو 2015 |
| وصل سلمان إلى دار عبادة، وصار يخدم صاحبها وعندما مات، عاش سلمان مع صاحب الدار الجديد وعند موته نصحه بالذهاب إلى الموصل، وظل يذهب من بلد لأخر، حتى وصل إلى العامورية، وهناك عرف أنه يوجد نبي سوف يُبعث بدين إبراهيم عليه السلام، فسافر ليبحث عنه.                                                            |                                  |               |
| 13 | سلمان الفارسي «الجزء الثالث»     | 30 يونيو 2015 |
| قرر سلمان السفر إلى جزيرة العرب؛ لكن الرجل الذي كان يساعده أخذه وباعه في سوق العبيد، وعرف بالصدفة خبر عن الرسول عليه الصلاة والسلام، فذهب إليه حتى يتأكد من نبوته، وعندما تأكد دخل في الإسلام. |                                  |               |
| 14 | مرثد بن أبي مرثد «الجزء الأول»   | 1 يوليو 2015  |
| تاب مرثد ودخل إلى الإسلام وامتنع عن الزنا مع عناق؛ لكنها تستمر بالتقرب منه في كل وقت تراه، وعندما رفض في المرة الأخيرة نادت الكفار وقالت لهم أنه يفك أسراهم في الليل. |                                  |               |
| 15 | مرثد بن أبي مرثد «الجزء الثاني»  | 2 يوليو 2015  |
| هرب مرثد واختبأ في كهف صغير، وقرر العودة لإتمام مهمته في مكة، وعاد مرثد إلى المدينة، قرر مرثد الزواج من عناق؛ لكن عندما سأل الرسول عليه الصلاة والسلام قال له أن زواجه من عناق حرام. |                                  |               |
| 16 | مرثد بن أبي مرثد «الجزء الثالث»  | 3 يوليو 2015  |
| سافر عاصم وخالد ومرثد في رحلة لجهاد العلم؛ لكنه كان فخ من الكفار، فقرروا الجهاد في سبيل الله واستشهد عاصم، وحمت الدبابير جسده من الكفار، وعندما عاد الكفار لأخذ جسده بدء سيل كبير وأخذ جسده ولم يستطع الكفار أخذه.                                                                                         |                                  |               |
| 17 | خولة بنت ثعلبة «الجزء الأول»     | 4 يوليو 2015  |
| تشاجر أوس مع خولة وقال لها أنها حرام عليه، وعندما أراد أن يصالحها رفضت وذهبت لتستشير رسول الله عليه الصلاة والسلام، فقال لها أنها حُرمت عليه، إلى أن ينزل عليه الوحي. |                                  |               |
| 18 | خولة بنت ثعلبة «الجزء الثاني»    | 5 يوليو 2015  |
| نزل الوحي على رسول الله عليه الصلاة والسلام، وقال أنه حتى يعود أوس إلى خولة أن يصوم شهرين أو يعتق رقبة أو يطعم ستين مسكين؛ لكن أوس لا يستطيع فعل ذلك، فقرر رسول الله عليه الصلاة والسلام أن يساعده بعرق من التمر، وسامحت خولة زوجها أوس بعد أن أطعما ستون مسكين.                                           |                                  |               |
| 19 | صهيب الرومي «الجزء الأول»        | 6 يوليو 2015  |
| ذهب صهيب ليسمع لرسول الله عليه الصلاة والسلام، يعاني الكفار من الكساد بسبب دخول الناس في الاسلام، يقرر صهيب أن يهرب إلي يثرب، والكفار يريدون منعه من الهرب، هرب صهيب؛ لكن لحق به الكفار، فقرر قتالهم بمفرده.                                                                                               |                                  |               |
| 20 | صهيب الرومي «الجزء الثاني»       | 7 يوليو 2015  |
| عرض صهيب ماله على الكفار ليتركوه يذهب، ووافق الكفار، وتركوه يذهب إلى يثرب، وصل صهيب إلى المدينة وجلس مع رسول الله عليه الصلاة والسلام، وسمع الآية التي نزلت بسببه. |                                  |               |
| 21 | أم شريك «الجزء الأول»            | 8 يوليو 2015  |
| أم شريك تعيش مع زوجها في قبيلة دوس حيث يعبد الناس الصنم، كانت لا تقتنع أم شريك بتقديم القرابين، ذهب زعيمهم طفيل إلى مكة ليقابل الرسول عليه الصلاة والسلام، وعندما قابله دخل في الإسلام، وذهب إلى قبيلته ودعاهم إلى الإسلام؛ لكن قبيلته حاربته، أم شريك قررت الدخول في الاسلام هي وزوجها.                   |                                  |               |
| 22 | أم شريك «الجزء الثاني»           | 9 يوليو 2015  |
| هاجر زوج أم شريك مع طفيل إلى مكة ليجاهد في سبيل الله، قررت أم شريك بالذهاب إلى مكة ظنًا بوجود زوجها هناك، قابلت سعاد وأقنعتها بالدخول في الإسلام، وبدأت بإقناع السيدات بالدخول في الإسلام؛ لكن سيدة من السيدات أبلغت قبيلتها عن مكانها، عرفت أم شريك أن زوجها في يثرب، وأثناء ذهابها أمسك بها أهل قبيلتها.  |                                  |               |
| 23 | أم شريك «الجزء الثالث»           | 10 يوليو 2015 |
| قبيلة دوس يعذبون أم شريك، مات زوج أم شريك، استمر الكفار بتعذيب أم شريك، نزل إناء ماء من السماء على أم شريك وشربت الماء وهي في وسط الصحراء تحت ضوء الشمس، استغرب أهل دوس ودخلوا معها في الإسلام، وتفكر في وهب نفسها للزواج من الرسول عليه الصلاة والسلام، فخطبها الرسول عليه الصلاة والسلام؛ لكن لم يتزوجا. |                                  |               |
| 24 | عثمان بن طلحة «الجزء الأول»      | 11 يوليو 2015 |
| مات والد عثمان في موقعة أحد، وقرر الانتقام من عاصم رغم أنه يكره سفك الدماء، فشل الرجال في قتل عاصم، وعرف عثمان أن عاصم مات بالفعل؛ لكن الرجال لم يستطيعوا إحضار رأسه، حارب الكفار في يوم الأحزاب وهزمهم المسلمين، أوصل عثمان امرأة وابنها إلى يثرب، وعندما عاد أعطى مفتاح الكعبة لأخوه قبل أن يسافر.       |                                  |               |
| 25 | عثمان بن طلحة «الجزء الثاني»     | 12 يوليو 2015 |
| كان عثمان في حيرة من امره هل يدخل في الإسلام أم يظل على دينه، فذهب إلى يثرب ليستمع إلى الرسول عليه الصلاة والسلام، وأسلم عثمان، وفتح مكة مع المسلمين؛ لكنه حزن عندما أخُذ منه مفتاح الكعبة، أعطى الرسول عليه الصلاة والسلام المفتاح لعثمان.                                                                 |                                  |               |
| 26 | عبد الله بن سلام «الجزء الأول»   | 13 يوليو 2015 |
| فرح الحُصين بن سلام عندما عرف بوصول النبي عليه الصلاة والسلام، وفرح الناس أيضًا وغنوا له طلع البدر، وأسلم الحُصين هو وأهله، وغير اسمه إلى عبدالله بن سلام، سأل الرسول عليه الصلاة والسلام اليهود عن رأيهم في عبد الله بن سلام، وعندما عرفوا أنه أسلم تبرؤا منه.                                               |                                  |               |
| 27 | عبد الله بن سلام «الجزء الثاني»  | 14 يوليو 2015 |
| قاطع الناس عبدالله وأهله ورفضوا إعطائهم أي طعام، فقرر أكل التمر من حديقته، وعندما أراد بيع التمر لم يشتريه أحد، ذهب عبد الله إلى شمعون ليطلب يد ابنته لابنه يوسف؛ لكن شمعون طرده، ذهب وفد من الرسول عليه الصلاة والسلام وقالوا لعبدالله بن سلام أن الله أنزل فيه القرآن.                                   |                                  |               |
| 28 | معاذ بن جبل «الجزء الأول»        | 15 يوليو 2015 |
| كان معاذ بن جبل من أهل يثرب، شاب ذكي أدرك قيمة الإسلام، فأخذ الصنم ورماه في حفرة القاذورات، ليعرف الكفار أنهم على خطأ، واستمر بفعل ذلك، حتى أسلم عمرو بن الجاموح؛ لكن الكفار يريدون تضليلهما، قابل معاذ الرسول عليه الصلاة والسلام وعرف أن الله أنزل فيه القرآن.                                           |                                  |               |
| 29 | معاذ بن جبل «الجزء الثاني»       | 16 يوليو 2015 |
| كلف الرسول عليه الصلاة والسلام معاذ بالقضاء على الفتنة، التي ينشرها الأسود العنسي بإدعائه النبوة، قابله فيروز ليساعده في هذه المهمة، ذهب معاذ إلى الأسود، فوجده يدعي أنه يعرف كل شيء عن الناس، وعرف أنه محتال، ذهب فيروز لأذاد زوجة الأسود، وطلبت منه أن يحكي لها عن الإسلام، فرآه الأسود قبل رحيله.       |                                  |               |
| 30 | معاذ بن جبل «الجزء الثالث»       | 17 يوليو 2015 |
| خرج فيروز من هذا الموقف وقال للأسود أنه يريد أن يكون وزيرًا له، فوافق الأسود على طلبه، واتفق مع أذاد على أن تعرف مقر القاعة الخاصة وعرفت وقالت لفيروز عن مكانها، اكتشف معاذ وفيروز أن قيس مساعد الأسود أسلم، تخلص معاذ من الأسود، وعندما عاد من مهمته عرف أن الرسول عليه الصلاة والسلام توفي.               |                                  |               |